# Júlíus Magnússon
Júlíus Magnússon (28 juni 1998) is een IJslands voetballer die als middenvelder voor Elfsborg speet. Daarvoor speelde hij bij Víkingur Reykjavík. en Fredrikstad.

## Carrière
Júlíus Magnússon speelde in de jeugd van Víkingur Reykjavík en sc Heerenveen. In 2019 keerde hij terug bij zijn oude club Víkingur, waar hij op 1 maart 2019 in de met 3-2 gewonnen Deildabikarwedstrijd tegen Grótta Seltjarnarnes debuteerde. In zijn tweede wedstrijd, een met 2-4 verloren wedstrijd in de Deildabikar tegen ÍB Keflavík, scoorde hij zijn eerste doelpunt.
Bij Vikingur Reykjavik ontwikkelde hij zich onder (latere bondscoach) Arnar Gunnlaugsson tot een controlerende speler met inzicht en hij werd ook aanvoerder. Hij werd met Vikingur Reykjavik in 2021 IJslands kampioen en werd in 2019, 2021 en 2022 driemaal IJslands bekerwinnaar.
Met zijn goede spel verdiende hij in maart 2023 een transfer naar Fredrikstad en ook hier was hij een aantal maanden later al aanvoerder. In 2023 promoveerde hij met Fredrikstad naar de Eliteserien en een jaar later werd Europees voetbal behaald. De finale van de Noorse voetbalbeker tegen Molde eindigde na verlenging in 0-0 en bij de strafschoppenreeks was het Júlíus die de beslissende strafschop benutte, waardoor de bekerwinst een feit was.
In januari 2025 werd hij vervolgens verkocht aan het Zweedse Elfsborg.

### Statistieken
| Seizoen                       | Club               | Land           | Competitie     | Competitie | Competitie | Beker | Beker | Overig* | Overig* | Totaal | Totaal |
| Seizoen                       | Club               | Land           | Competitie     | Wed.       | Dlp.       | Wed.  | Dlp.  | Wed.    | Dlp.    | Wed.   | Dlp.   |
| ----------------------------- | ------------------ | -------------- | -------------- | ---------- | ---------- | ----- | ----- | ------- | ------- | ------ | ------ |
| 2019                          | Víkingur Reykjavík | IJsland        | Úrvalsdeild    | 17         | 1          | 7     | 1     | 0       | 0       | 24     | 2      |
| 2020                          | Víkingur Reykjavík | IJsland        | Úrvalsdeild    | 16         | 0          | 6     | 0     | 1       | 0       | 23     | 0      |
| 2021                          | Víkingur Reykjavík | IJsland        | Úrvalsdeild    | 21         | 2          | 10    | 0     | 0       | 0       | 31     | 2      |
| 2022                          | Víkingur Reykjavík | IJsland        | Úrvalsdeild    | 24         | 4          | 11    | 0     | 8       | 1       | 43     | 5      |
| 2023                          | Fredrikstad        | Noorwegen      | OBOS-ligaen    | 28         | 0          | 2     | 0     |         |         | 30     | 0      |
| 2024                          | Fredrikstad        | Noorwegen      | Eliteserien    | 30         | 2          | 6     | 1     |         |         | 36     | 3      |
| 2025                          | Elfsborg           | Zweden         | Allsvenskan    | 9          | 0          | 3     | 0     |         |         | 12     | 0      |
| Carrièretotaal                | Carrièretotaal     | Carrièretotaal | Carrièretotaal | 145        | 9          | 45    | 2     | 9       | 1       | 199    | 12     |
| *Internationale wedstrijden   |                    |                |                |            |            |       |       |         |         |        |        |
| Bijgewerkt op 12 augutus 2025 |                    |                |                |            |            |       |       |         |         |        |        |